# Antepipona melanodonta
Antepipona melanodonta är en stekelart som först beskrevs av Cameron 1905.  Antepipona melanodonta ingår i släktet Antepipona och familjen Eumenidae. Inga underarter finns listade i Catalogue of Life.